# دونالد موراي (مخترع)
دونالد موراي (بالإنجليزية: Donald Murray)‏ هو مخترِع أسترالي ونيوزيلندي، ولد في 1865 في إنفركارجل في نيوزيلندا، وتوفي في 1945 في Territet ‏ في سويسرا.